# Willoughby Hamilton
James Willoughby "Willoby" Hamilton, född i 9 december 1864 i Monasterevin, Kildare, Irland, död 27 september 1943 i Dublin var en irländsk tennisspelare.

## Tenniskarriären
Willoughby Hamilton var den tennisspelare som lyckades bryta William Renshaws mångåriga dominans i herrsingel i Wimbledonmästerskapen genom två spektakulära segrar över honom. Den första kom i kvartsfinalen i 1888 års mästerskap och innebar att William Renshaws segersvit om 14 matcher (då rekord) bröts. I mästerskapet 1890 möttes de båda i "Challenge Round", med Willoughby Hamilton som utmanare. Matchen blev jämn och spelades över fem set. Till slut stod Hamilton som segrare med siffrorna 6-8, 6-2, 3-6, 6-1, 6-1. Tragiskt nog fick Willoughby Hamilton aldrig tillfälle att försvara sin Wimbledontitel. Han drabbades följande säsong (1891) av en blodförgiftning, från vilken han inte blev tillräckligt återställd för att kunna fortsätta med tennisspel.
Hamilton vann 1889 herrsingeltiteln i Irish Open. Säsongerna 1886-88 vann han dubbeltiteln i samma turnering, liksom mixed dubbel 1889, den senare tillsammans med landsmaninnan Lena Rice. Turneringen är den äldsta av alla större tennisturneringar näst efter Wimbledonmästerskapen och spelades första gången 1879 på Fitzwilliam Club i Dublin. Under 1880-talet, liksom även senare, lockade Irish Open samma spelare som Wimbledonmästerskapen. Bland tidiga singelsegrare i båda turneringarna finns under 1880-talet Herbert Lawford, William Renshaw och Ernest Renshaw. Senare återfinns de båda bröderna Doherty bland segrarna. Turneringen var också den första som redan från början tillät kvinnliga spelare att delta. Bland segrarna finns Maud Watson, Blanche Hillyard och Lottie Dod.

## Spelaren och personen
Willoughby Hamilton var egentligen fotbollsspelare, men spelade från andra halvan av 1880-talet också lawn tennis. Hans person har beskrivits med ord som "skör", "bräcklig", vilket dock inte gällde för hans uppträdande på idrottsarenor. Trots att han på grund av sitt utseende kallades "spöket" (på engelska "the Ghost"), var han en mycket skicklig idrottsman. För sina samtida var han inom tennisen känd för sitt mycket hårda forehandslag som blev bekant under beteckningen "Irish drive".

## Segrar iWimbledonmästerskapen
- Singel - 1890